# Bagsværd Sø
Bagsværd Sø er den næststørste sø i Mølleå-systemet, kun overgået af Furesø. Mølleåen gennemstrømmer ikke Bagsværd Sø, men Bagsværd Sø har afløb til Mølleåen via Furå til Lyngby Sø. Mølleå-systemet afvander til Øresund. Mere end halvdelen af søens opland udgøres af byzone. Ved den nordlige side af søen ligger  Sophienholm, Tusculum og lidt ovenfor statsministerens residensslot Marienborg.
Bagsværd Sø er lidt speciel, fordi der afvikles kaproning på søen i internationalt format (regatta). Søen er hjemsted for Bagsværd Roklub. Når der ikke er konkurrencer på søen, er sejlads med robåde, sejlbåde, kanoer og kajakker tilladt. Sejlads med motorbåde og windsurfing er dog forbudt uden særlig tilladelse. Fiskeri er tilladt hele året med medegrej.
Den sydlige del af søen med den sydlige og østlige bred hører til Gladsaxe Kommune, den nordlige del af søen med en lille ø, Gåseholm, ligger i Lyngby-Taarbæk Kommune. I Furesø Kommune ligger en meget lille del af (den vestligste del af) søen i forlængelse af skovområdet Bøndernes Hegn, klemt inde mellem Gladsaxe Kommune (del af Store Hareskov) og Lyngby-Taarbæk Kommune (Storskov, en del af Frederiksdal Skov).
Danmarks Naturfredningsforening har den 26. juni 2008 rejst fredningssag for Bagsværd Sø og Lyngby Sø med omgivelser
Natur- og Miljøklagenævnet har den 26. juni 2013 offentliggjort den endelige vedtagelse af fredningen for Bagsværd Sø og Lyngby Sø med omgivelser. I 2014 var der planer om en opgradering af rostadionet. Et afslag om udvidelse af rostadion skete i 2021. Verdensmesterskab i rosport 2021 foregik på søen.

## Gåseholm
Nogenlunde i midten af Bagsværd Sø ligger øen Gåseholm, der har et areal på ca. 2.600 m2. Den bebos af forskellige fuglearter, herunder svaner. Øen har tidligere heddet Kalveholm, Hytteholm og Blæseholm.

## Galleri
- Bagsværd Sø iset til, januar 2010
- Start for kaproning, 2021.